# Wangerberg
Wangerberg (también llamado Wangerbärg) es un pueblo de Liechtenstein, localizado en el municipio de Triesenberg.

## Geografía
El pueblo se encuentra en una colina frente a Triesen, a 2 km al sur de Triesenberg. Es atravesado por el arroyo Dorfbach.